# 卡斯泰尔韦卡纳
卡斯泰尔韦卡纳（義大利語：Castelveccana），是意大利瓦雷泽省的一个市镇。总面积20平方公里，人口2055人，人口密度102.8人/平方公里（2009年）。国家统计（ISTAT）代码为012045。